# PARVG
PARVG (англ. Parvin gamma) – білок, який кодується однойменним геном, розташованим у людей на короткому плечі 22-ї хромосоми. Довжина поліпептидного ланцюга білка становить 331 амінокислот, а молекулярна маса — 37 485.
| 10         |  | 20         |  | 30         |  | 40         |  | 50         |
| ---------- |  | ---------- |  | ---------- |  | ---------- |  | ---------- |
| MEPEFLYDLL |  | QLPKGVEPPA |  | EEELSKGGKK |  | KYLPPTSRKD |  | PKFEELQKVL |
| MEWINATLLP |  | EHIVVRSLEE |  | DMFDGLILHH |  | LFQRLAALKL |  | EAEDIALTAT |
| SQKHKLTVVL |  | EAVNRSLQLE |  | EWQAKWSVES |  | IFNKDLLSTL |  | HLLVALAKRF |
| QPDLSLPTNV |  | QVEVITIEST |  | KSGLKSEKLV |  | EQLTEYSTDK |  | DEPPKDVFDE |
| LFKLAPEKVN |  | AVKEAIVNFV |  | NQKLDRLGLS |  | VQNLDTQFAD |  | GVILLLLIGQ |
| LEGFFLHLKE |  | FYLTPNSPAE |  | MLHNVTLALE |  | LLKDEGLLSC |  | PVSPEDIVNK |
| DAKSTLRVLY |  | GLFCKHTQKA |  | HRDRTPHGAP |  | N          |  |            |

A: Аланін

C: Цистеїн

D: Аспарагінова кислота

E: Глутамінова кислота

F: Фенілаланін

G: Гліцин

H: Гістидин

I: Ізолейцин

K: Лізин

L: Лейцин

M: Метіонін

N: Аспарагін

P: Пролін

Q: Глутамін

R: Аргінін

S: Серин

T: Треонін

V: Валін

W: Триптофан

Задіяний у таких біологічних процесах, як клітинна адгезія, ацетилювання, альтернативний сплайсинг. 
Білок має сайт для зв'язування з молекулою актину. 
Локалізований у клітинній мембрані, цитоплазмі, цитоскелеті, мембрані, клітинних контактах.